# Rio de Janeiro Volei Clube
Unilever Voley Rio de Janeiro – brazylijska kobieca drużyna siatkarska z Rio de Janeiro, będąca sekcją klubu sportowego Rio de Janeiro Vôlei Clube. Obecnie zespół występuje w rozgrywkach Superligi.

## Nazwy klubu
- 1997-2004 Paraná Vôlei Clube
- 2004-2009 Rexona/Ades Rio de Janeiro
- 2009-2014 Unilever Rio de Janeiro
- 2014-2016 Rexona/Ades Rio de Janeiro
- 2016-2017 Rexona-Sesc Rio de Janeiro
- 2017-2020 Sesc-RJ
- 2020- Sesc-RJ/Flamengo

## Sukcesy
Mistrzostwa Brazylii:
- 1. miejsce (12): 1997/1998, 1999/2000, 2005/2006, 2006/2007, 2007/2008, 2008/2009, 2010/2011, 2012/2013, 2013/2014, 2014/2015, 2015/2016, 2016/2017
- 2. miejsce (5): 1998/1999, 2004/2005, 2009/2010, 2011/2012, 2017/2018
- 3. miejsce (1): 2023/2024[1]

 Puchar Brazylii:
- 1. miejsce (4): 2007, 2016, 2017, 2020

 Klubowe Mistrzostwa Ameryki Południowej:
- 1. miejsce (4): 2013, 2015, 2016, 2017
- 2. miejsce (2): 2009, 2018

 Klubowe Mistrzostwa Świata:
- 2. miejsce (2): 2013, 2017

 Superpuchar Brazylii:
- 1. miejsce (3): 2015, 2016, 2017

## Kadra

### Sezon 2020/2021
- 1.  Milka Marcília
- 3.  Juma Silva
- 4.  Natiele Gonçalves
- 6.  Juciely
- 7.  Roberta Silva
- 8.  Ariele Moreira
- 9.  Sabrina Maechado
- 10. Valquíria Dullius
- 11. Lorenne Geraldo
- 12. Gabriella Souza
- 13. Amanda Campos Francisco
- 14. Fabíola
- 16. Ana Cristina Souza
- 17. Drussyla Costa
- 20. Camila Gómez

### Sezon 2019/2020
- 1.  Milka Marcília
- 2.  Natália Araújo
- 3.  Renata Colombo
- 4.  Natiele Gonçalves
- 6.  Juciely
- 7.  Carolina Leite
- 8.  Ariele Moreira
- 10. Yonkaira Peña
- 11. Lara Nobre
- 12. Gabriella Souza
- 13. Amanda Campos Francisco
- 14. Fabíola
- 16. Tandara Caixeta
- 17. Drussyla Costa
- 19. Linda Jéssica Costa
- 20. Thaís Evellin de Oliveira

### Sezon 2018/2019
- 2.  Mayhara Francini da Silva
- 4.  Natiele Gonçalves
- 5.  Tatjana Koszelewa
- 6.  Juciely
- 7.  Carolina Leite
- 9.  Vitoria Lage
- 11. Gabriella Souza
- 12. Roberta Ratzke
- 13. Kasiely Clemente
- 15. Monique Pavão
- 16. Yonkaira Peña
- 17. Drussyla Costa
- 18. Mikaella da Silva Costa
- 20. Ana Beatriz Corrêa

### Sezon 2017/2018
- 1.  Gabi
- 2.  Mayhara Francini da Silva
- 4.  Natiele Gonçalves
- 5.  Carolina Leite
- 6.  Juciely
- 7.  Vivian Pellegrino
- 9.  Vitoria Trindade
- 11. Gabriella Souza
- 12. Roberta Ratzke
- 13. Kasiely Clemente
- 14. Fabi
- 15. Monique Pavão
- 16. Yonkaira Peña
- 17. Drussyla Costa
- 19. Linda Jéssica Costa

### Sezon 2016/2017
- 1.  Gabi

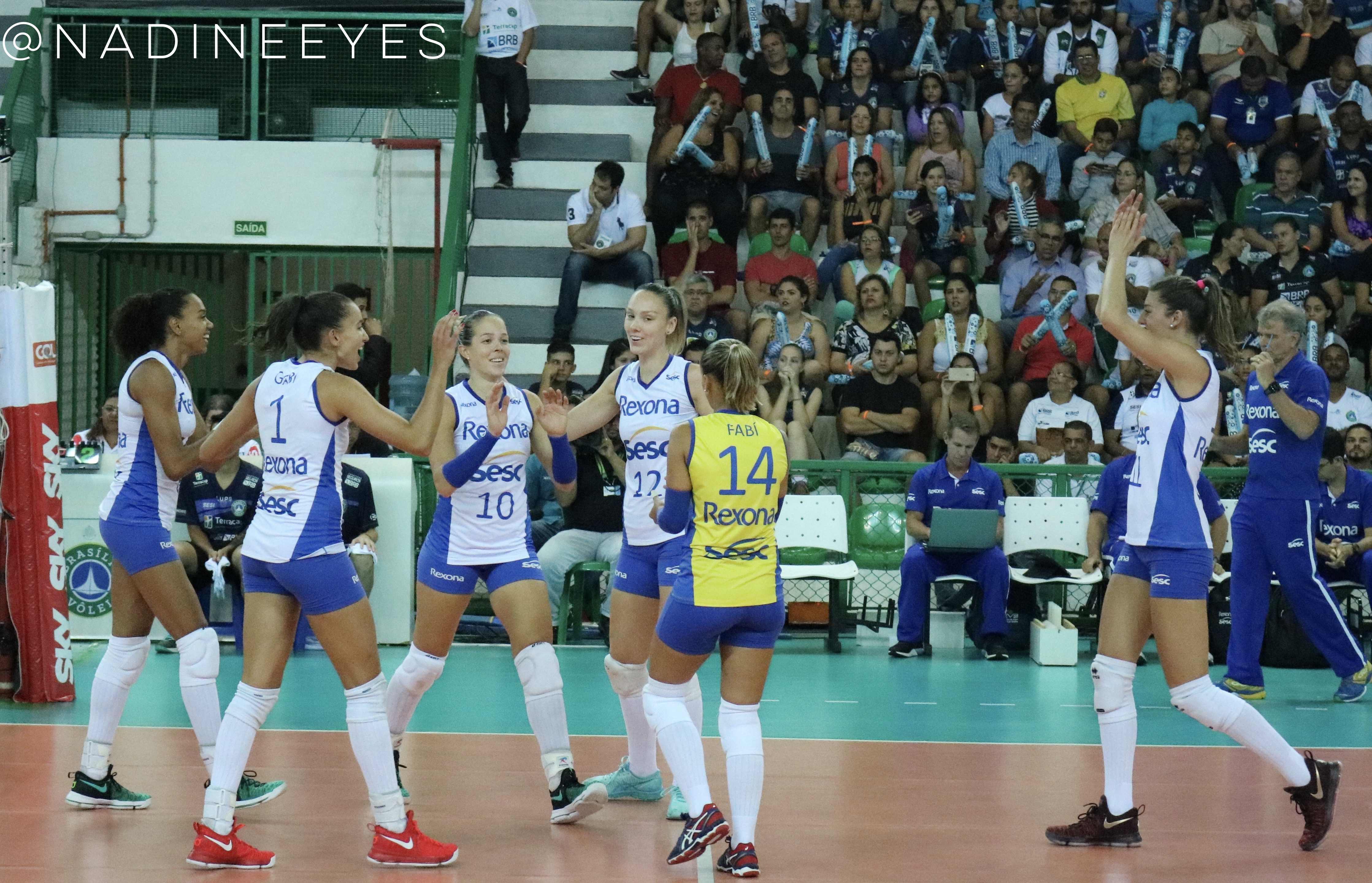
Zawodniczki Rio de Janeiro Volei Clube w sezonie 2016/2017

- 2.  Mayhara Francini da Silva
- 5.  Regiane Bidias
- 6.  Juciely
- 7.  Camila Adao
- 9.  Vitoria Trindade
- 10. Monique Pavão
- 11. Anne Buijs
- 12. Roberta Ratzke
- 13. Heloiza Pereira
- 14. Fabi
- 15. Ana Carolina da Silva
- 16. Stephanie Correa
- 17. Drussyla Costa

### Sezon 2015/2016
- 1.  Gabi
- 2.  Mayhara Francini da Silva
- 3.  Courtney Thompson
- 5.  Regiane Bidias
- 6.  Juciely
- 9.  Roberta Ratzke
- 11. Lorenne Geraldo
- 12. Natália Pereira
- 13. Monique Pavão
- 14. Fabi
- 15. Ana Carolina da Silva
- 16. Paula Neves Magalhães de Barros
- 17. Drussyla Costa
- 20. Juliana Perdigão

### Sezon 2014/2015
- 1.  Gabi
- 2.  Mayhara Francini da Silva
- 3.  Bruna Honório
- 5.  Regiane Bidias
- 6.  Juciely
- 7.  Fofão
- 8.  Amanda Campos Francisco
- 9.  Roberta Ratzke
- 10. Andréia Laurence
- 12. Natália Pereira
- 13. Paula Neves Magalhães de Barros
- 14. Fabi
- 15. Ana Carolina da Silva
- 20. Juliana Perdigão

### Sezon 2013/2014
- 1.  Gabi
- 4.  Sarah Pavan
- 5.  Regiane Bidias
- 6.  Juciely
- 7.  Fofão
- 8.  Amanda Campos Francisco
- 9.  Bruna Honório
- 10. Valeska Menezes
- 11. Brankica Mihajlović
- 12. Roberta Ratzke
- 14. Fabi
- 15. Ana Carolina da Silva
- 16. Natasha Farinea
- 20. Juliana Perdigão

### Sezon 2012/2013
- 1.  Gabi
- 2.  Mara Leão
- 3.  Bruna Honório
- 4.  Sarah Pavan
- 5.  Regiane Bidias
- 6.  Juciely
- 7.  Fofão
- 8.  Amanda Campos Francisco
- 9.  Roberta Ratzke
- 10. Valeska Menezes
- 12. Natália Pereira
- 14. Fabi
- 15. Logan Tom
- 20. Juliana Perdigão